# 개면마
개면마(학명: Pentarhizidium orientalis)는 한국·중국·일본·히말라야산맥 등지에 분포하는 양치식물으로, 고사리목 야산고비과 개면마속에 속한다. 키 0.6m, 너비 0.6m까지 자란다. 본래 청나래고사리와 같은 청나래고사리속에 속했지만 이후 중국개면마와 함께 별도의 속으로 분류되었다.